# دوري منطقة القاهرة
دوري منطقة القاهرة أو دوري القاهرة (1922–1958)، هو دوري كرة قدم مصري قديم، أجريت منه 32 دورة ثم توقف، كان يقام قبل بداية الدوري المصري الممتاز في شكله الحالي، في هذا الوقت كانت المنافسة الرئيسية هي كأس مصر الذي أجريت أولى دوراتها في 1922، نظم أولى دورياته في موسم 1922–23 من قبل مجلس القاهرة لكرة القدم، تحت اسم مسابقة منطقة القاهرة وفاز بها نادي الزمالك.
تولى الاتحاد المصري لكرة القدم المسؤولية عن البطولة في عام 1938، إلى جانب ثلاث بطولات إقليمية أخرى (دوري منطقة الإسكندرية (التي نظمت بين عامي 1926 و 1953)، وبحري، ودوري منطقة القناة (التي نظمت بين عامي 1927 و 1948، وفاز بها المصري في نهاية موسم 1947–48). وحتى بعد البدء في إقامة الدوري المصري بنظامه الحديث في 1948 استمر دوري منطقة القاهرة جنبًا إلى جنب معه لعدة سنوات (أي تحتسب نتائج الدوري الوطني بين أندية القاهرة أيضًا في دوري المدينة)، حتى توقف أخيرًا في 1953، ثم عاد ولمرة واحدة عام 1957، ثم توقفت المسابقة تمامًا. وكان يشارك في هذا الدوري أندية القاهرة. وهي الأهلي، والزمالك، والسكة الحديد، والترسانة، والبوليس، والنادي النوبي بالقاهرة والزمالك ب.

## التاريخ

### الفكرة
يقول المؤرخ الرياضي ياسر أيوب أن أول بطولة دوري في مصر سميت باسم دوري المناطق الدورية.حيث اجتمع الاتحاد المصري لكرة القدم في اليوم التاسع من شهر نوفمبر عام 1922 لبحث انطلاق أول بطولة للدورى في مصر. وكان من الصعب إقامة الدورى المصرى على غرار الدوري الإنجليزي الممتاز، فلا يوجد إمكانيات للأندية المشاركة في الاتحاد، ولا إمكانيات الكرة المصرية تسمح. وكان من الصعب أن يتحمل النادى القاهرى تكاليف، ومشقة السفر، والتنقل طيلة مباريات المسابقة ليلعب مع أندية الإسكندرية أو الوجه البحرى أو أندية القناة، والعكس كان صحيحًا. ولم يكن ذلك في ذهن أعضاء مجلس إدارة الاتحاد المصرى وقتها.
وكان البديل الذي وجده أعضاء مجلس إدارة الاتحاد أمامهم جاهزًا، هو النموذج الذي تلعب به الفرق الإنجليزية الموجودة في مصر. فقد كان لهذه الأندية الدورى الخاص بها، ولكن كانت أندية كل منطقة تلعب فيما بينها أولًا، ثم تتواجه الأندية الفائزة ببطولة مناطقها في مباريات فاصلة لتحديد بطل المسابقة من كل موسم. وهكذا قرر الاتحاد المصرى لكرة القدم تنظيم أول مسابقة للدورى المصرى على غرار مسابقة الدورى الإنجليزى العسكرى في مصر، وتقرر أن تبدأ هذه البطولة في موسم 1922–23. وقسمت مصر إلى أربع مناطق كروية هي القاهرة والإسكندرية والوجه البحرى والقناة، بحيث تلعب أندية كل منطقة دورى خاص، ثم يتقابل أبطال المناطق في نهاية الموسم لتحديد بطل الدورى المصرى.

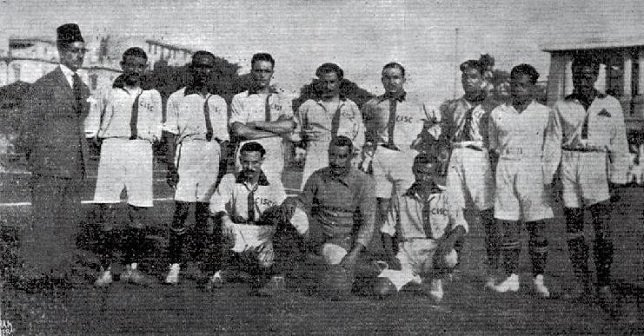
فريق نادي الزمالك بطل أول نسخة من البطولة في موسم 1922–23.

أُقيمت أول نسخة من البطولة موسم 1922–23، وفاز بها نادي الزمالك؛ ليكون بذلك أول فريق يفوز بالبطولة، ومنذ ذلك الحين، تعاقبت 4 أندية على الفوز باللقب، ويحمل الأهلي الرقم القياسي في عدد مرات الفوز بالبطولة بواقع 15 لقب، يليه الزمالك 14 لقب، ثم السكة الحديد بلقبين، ثم الترسانة بلقب وحيد. حصل الأهلي على أول دوري في موسم 1924–25، بينما فاز السكة الحديد بأول دوري في موسم 1923–24، وفاز نادي الترسانة باللقب الوحيد في موسم 1932–33. الزمالك تغير اسمه في هذه البطولة مرتين من نادي المختلط إلى نادي فاروق ومن نادي فاروق إلى نادي الزمالك.
كانت البطولة تسمي بكأس الأمير طوسون حتى موسم 1926–27. دوري منطقة القاهرة منذ 1923-1924 جزءًا من أول مسابقات إقليمية على مستوى الدولة في شكل دوري حديث، بالإضافة إلى مسابقتين في كأس مصر وكأس السلطان حسين. عندما بدأ الدوري المصري الممتاز على مستوى الأمة في موسم 1948–49 و 1949–50. حُسم بطل دوري القاهرة بنتائج فرق القاهرة في الدوري المحلي بدون الحاجة إلى مباريات منفصلة لدوري القاهرة. استؤنفت مباريات دوري القاهرة بفرق الاحتياط والناشئين ابتداء من موسم 1950–51 باستثناء موسم 1951–52 حيث الغي الدوري بسبب التحضير للألعاب الأولمبية. لعب في موسم 1933–34 مباريات الذهاب فقط بسبب مشاركة مصر في الألعاب الأولمبية وفي كأس العالم.

### مسابقة منطقة القاهرة (1922–1938)

#### بداية البطولة (1922–1928)
حصد نادي الزمالك (المختلط آنَذاك) علي أول نسخة من دوري القاهرة في موسم 1922–23. كان دوري منطقة القاهرة جزءًا من أول مسابقات إقليمية على مستوى الدولة في شكل دوري حديث منذ موسم 1923–1924، بالإضافة إلى مسابقتين في كأس مصر وكأس السلطان حسين. فاز نادي السكة الحديد بلقبين مواسم 1923–24 و 1925–26، وحصد الأهلى في تلك الفترة 3 بطولات مواسم 1924–25، و1926–27، و1927–28. بالرغم من معرفة أبطال نسخ البطولة في تلك الفترة، لم يعرف عدد الفرق المشاركة، وأسماء الفرق، ونتائج المباريات.

#### أبطال متعددون (1928–1938)
| الموسم       | الأهلي | الزمالك | السكة    | الترسانة |
| ------------ | ------ | ------- | -------- | -------- |
| 1928–29      | 2      | 1       | لم يشارك | 3        |
| 1929–30      | 2      | 1       | لم يشارك | 3        |
| 1930–31      | 1      | 3       | لم يشارك | 2        |
| 1931–32      | 2      | 1       | لم يشارك | 4        |
| 1932–33      | 4      | 3       | 2        | 1        |
| 1933–34      | 4      | 1       | 3        | 2        |
| 1934–35      | 1      | 5       | 2        | 3        |
| 1935–36      | 1      | 3       | 2        | 5        |
| 1936–37      | 1      | 2       | 3        | 4        |
| 1937–38      | 1      | 2       | 3        | 5        |
| البطل الوصيف |        |         |          |          |

شارك في نسخة 1928–29 ثلاثة فرق، وكانت أسماء الفرق هم نادي المختلط (الزمالك حاليًا) والأهلي ونادي الترسانة، فاز نادي الزمالك بهذا اللقب بعد تصدره الجدول برصيد 6 نقاط جمعهم من أربعة مباريات، ولكن حسب بعض المصادر ان في نظام دوري القاهرة في عام 1928–29، وخوض جولة نهائية بين أول 3 فرق من القسمين A و B للعب على اللقب، ويشير المصدر إلى فوز الأهلي باللقب، ولكن لا توجد معلومات عن هذه الجولة. ثم حصل نادي المختلط (الزمالك) على لقبه الثانى على التوالي حيث فاز بنسخة 1929–30 بعد تصدره الجدول برصيد 5 نقاط جمعهم من أربعة مباريات، ولكن بعض مصادر تشير ان نظام دوري القاهرة في تلك النسخة، يوجد به دور نهائي بين أول فريقين من القسمين A و B للعب على اللقب، والتي فاز بها الزمالك أيضًا، ولكن لا توجد معلومات عن تلك الجولة، على عكس جريدة الأهرام التي نصَّ في اليوم الختامي على أن الزمالك كان البطل مباشرة بعد تعادله مع الأهلي.

تعليق جريدة الأهرام على نتائج دوري منطقة القاهرة 1932–33.

فاز الأهلى بنسخة 1930–31 بعد تصدره الجدول برصيد 10 نقاط جمعهم من 6 مباريات، شهدت هذه النسخة مشاركة فريق رابع وهو يونان القاهرة، وفي موسم 1931–32، عاد الزمالك للفوز بالبطولة، بعد حصده 15 نقطة من 8 مباريات، شهدت تلك النسخة مشاركة فريق خامس، وهو نادي المختلط الجديد (نادي الزمالك ب). في موسم 1932–33، حصل الترسانة على لقبه الوحيد في البطولة، بعد تصدره الدوري بعد حصده 13 نقطة جمعهم من 8 مباريات. قرر في موسم 1933–34 الاتحاد المصري إنهاء المنافسة للسماح لتحضير لكأس العالم والألعاب الأولمبية بعد الانتهاء من جولات الذهاب، وحصد اللقب في تلك النسخة الزمالك، بعد حصده 7 نقاط جمعهم من 4 مباريات، شارك في تلك النسخة خمسة فرق هي الزمالك والأهلي والترسانة والسكة الحديد والبوليس. وفي موسم 1934–35، عاد الأهلي للفوز بالبطولة، بعد حصده 13 نقطة من 8 مباريات. وحافظ الأهلى على لقبه في موسم 1935–36، فحصد نفس نقاط الموسم السابق، وفي موسم 1936–37، حصد الأهلى على لقبه الثالث على التوالي، بعد حصوله علي 10 نقاط من 6 مباريات، شهدت تلك النسخة إنسحاب نادي البوليس بعد أول مباراة له، التي أنتهت بفوز الترسانة على البوليس 5-1 يوم 9 أكتوبر 1936. واصل النادي الأهلى التالق ليحصل على لقبه الرابع تواليًا في موسم 1937–38، فحصد 12 نقطة من 8 مباريات.

### دوري القاهرة (1938– 1953)
| الموسم       | الأهلي    | الزمالك | السكة     | الترسانة  |
| ------------ | --------- | ------- | --------- | --------- |
| 1938–39      | 1         | 3       | 4         | 5         |
| 1940–41      | 2         | 1       | 4         | 5         |
| 1941–42      | 1         | 2       | 3         | 5         |
| 1942–43      | 1         | 2       | 3         | 5         |
| 1943–44      | لم يشارك  | 1       | 2         | 4         |
| 1944–45      | 2         | 1       | 4         | 3         |
| 1945–46      | 1         | 2       | 3         | 4         |
| 1946–47      | 3         | 1       | 2         | 4         |
| 1947–48      | 1         | 3       | 4         | 2         |
| 1948–49      | 2         | 1       | 4         | 3         |
| 1949–50      | 1         | 3       | 4         | 2         |
| 1950–51      | غير معروف | 1       | غير معروف | غير معروف |
| 1951–52      | 2         | 1       | 4         | 3         |
| 1952–53      | غير معروف | 1       | غير معروف | غير معروف |
| البطل الوصيف |           |         |           |           |

تعليق جريدة الأهرام على نتائج دوري منطقة القاهرة 1939–40 يوم 11 مايو 1940.

واصل الأهلي التفوق، وحصد لقبه الخامس تواليًا في موسم 1938–39، فحصد 17 نقطة من 10 مباريات، شهدت تلك النسخة زيادة عدد الفرق المشاركة إلى ستة فرق بمشاركة يونان القاهرة. وفقًا لجريدة الأهرام حصد نادي الزمالك لقب موسم 1939–40، بعد حصده 17 نقطة من 10 مباريات، بذلك توقفت مسيرة الأهلي بخمسة ألقاب على التوالى، حافظ الزمالك على لقبه في موسم 1940–41، شهدت تلك البطولة مشاركة النادي النوبي بالقاهرة بدلًا من يونان القاهرة، وحصد في تلك النسخة نفس العدد من النقاط.

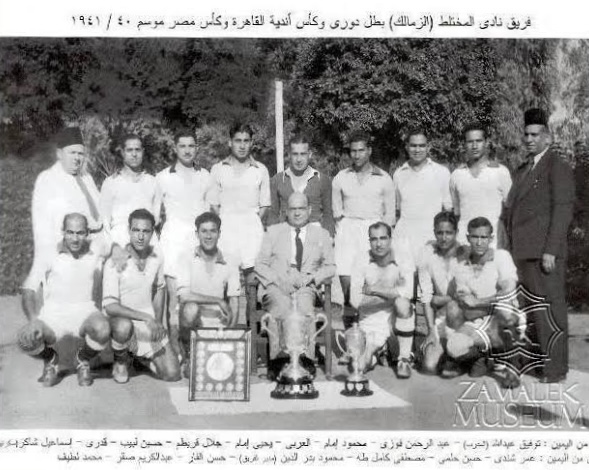
فريق نادي الزمالك بطل موسم 1940–41

عاد الأهلي لإحراز اللقب في موسم 1941–42، بعد حصده 16 نقطة من 10 مباريات، شهد ذلك الموسم فوز الزمالك على الأهلي 6-0 في يوم 3 يناير 1942، وكانت المبارة الأكبر من حيث النتيجة خلال مباريات الفريقين. أحرز أهداف الزمالك عبد الرحمن فوزي هدفين وعبد الكريم صقر هدفين وعمر شندي وحلمي زامورا. شهد هذا الموسم تغير اسم نادي المختلط إلى اسم نادي فاروق (الزمالك). . حافظ الأهلي على لقب البطولة في موسم 1942–43، الذي شهد تخفيض عدد الفرق إلى خمس فرق، وعدم مشاركة النادي النوبي بالقاهرة، وحصد اللقب بعد إحرازه 14 نقطة من 5 مباريات. عاد الزمالك لفوز بالبطولة في موسم 1943–44، شهد هذا الموسم مشاركة 4 فرق فقط، وعدم مشاركة النادي الأهلي، حصد اللقب بعد حصوله على 11 نقطة من 6 مباريات، وحافظ الزمالك على لقبه في موسم 1944–45، شهد هذا الموسم عودة الأهلي لمشاركة في الدوري، بالإضافة إلى إنسحاب نادي البوليس من الدوري في يوم 8 ديسمبر 1944 في الدقيقة 60 في مبارته أمام السكة الحديد، وكانت النتيجة تشير إلى 2-0 لسكة الحديد، حصد الزمالك اللقب بإحرازه 11 نقاط من 6 مباريات. عاد الأهلي إلى الفوز باللقب في موسم 1945–46، بعد حصده 10 نقاط من 6 مباريات.

تعليق جريدة الأهرام على نتائج دوري منطقة القاهرة 1945–46 يوم 10 مارس 1946.

خلافًا للاعتقاد السائد بأن الزمالك فاز بلقب النسخة ذكرت جريدة الأهرام في 10 مارس 1946، فاز الأهلي على الزمالك في المباراة النهائية، وفاز باللقب. وأستمرت لعبة الكراسي الموسيقية بين الأهلي والزمالك في الفترة بين عامي 1945 إلى 1950، حيث يفوز الزمالك بلقب، ويفوز الأهلي بلقب في العام التالي. فاز الزمالك بلقب موسم 1946–47، حيث حصد الزمالك علي اللقب بفارق الأهداف عن نادي السكة الحديد، حيث حصل كل منهما على رصيد 8 نقاط من 6 مباريات. فاز الأهلي بلقب موسم 1947–48، بعد حصده 11 نقطة من 6 مباريات، شهد ذلك الموسم إنسحاب الزمالك من مباراة الأهلي في يوم 27 فبراير 1948 بعد رفض الاتحاد إعادة جدولة المباراة. الأهلي لعب مباراة استعراضية أمام الترسانة في ذلك اليوم. عاد الزمالك لفوز بلقب موسم 1948–49، حيث لم تقم البطولة بشكل منفصل، حيث حسم بطل دوري القاهرة بنتائج فرق القاهرة في الدوري المصري الممتاز. وفاز الأهلي بلقب موسم 1949–50. وأقيمت البطولة بنفس نظام الموسم السابق.

تعليق جريدة الأهرام على نتائج دوري منطقة القاهرة 1950–51 يوم 2 مارس 1951.

أقيمت نسخة 1950–51 بين لاعبي الاحتياط والناشئين، وفاز الزمالك بلقب تلك النسخة. ونصت عدد 2 مارس 1951 من جريدة الأهرام على انتهاء المبارة النهائية لدوري القاهرة درجة أولى فوز نادي فاروق على النادي الأهلى 3-0، وأصبح النادي الفائز بطلًا لأندية القاهرة. حافظ الزمالك على لقبه في موسم 1951–52، بعد حصوله على 9 نقاط من 6 مباريات. شهد ذلك الموسم إلغاء الدوري المصري الممتاز لإتاحة الوقت للتحضير للألعاب الأولمبية. حافظ الزمالك على لقبه الثالث تواليًا بعد فوزه بلقب موسم 1952–53، شهد ذلك الموسم تغير اسم نادي فاروق إلي اسمه الحالي نادي الزمالك. لعبت تلك المسابقة من قبل فرق ب وكانت تسمى دوري القاهرة للفرق ب (للأعبين الناشئين والاحتياطيين).

### مسابقة منطقة القاهرة (1957–58)
كانت المنافسة جزءًا من مسابقات المناطق على مستوى البلاد مستقلة عن الدوري المصري الممتاز، ولكن نتائجها ستستخدم لتحديد الهبوط والصعود بين أقسام الدوري، ستحمل الفرق في نفس مجموعة في الدوري نتائجها وجهاً لوجه إلى منافستها في بطولة المنطقة. حصل الأهلي علي لقب تلك النسخة بعد حصوله على 9 نقاط من 6 مباريات. وبذلك حصل على 16 لقب متفوقًا عن نادي الزمالك بلقبين

## الأندية
شارك في دوري منطقة القاهرة 8 أندية مثل الزمالك والأهلي والسكة الحديد والترسانة ويونان القاهرة والبوليس والنوبي والزمالك ب.

### الأبطال
| النادي       | عدد الألقاب | موسم الفوز |
| ------------ | ----------- | --- |
| الأهلي       | 15          | 1924–25، 1926–27، 1927–28، 1930–31، 1934–35، 1935–36، 1936–37، 1937–38، 1938–39، 1941–42، 1942–43، 1945–46، 1947–48، 1949–50، 1957–58 |
| الزمالك      | 14          | 1922–23، 1928–29، 1929–30، 1931–32، 1933–34، 1939–40، 1940–41، 1943–44، 1944–45، 1946–47، 1948–49، 1950–51، 1951–52، 1952–53          |
| السكة الحديد | 2           | 1923–24، 1925–26 |
| الترسانة     | 1           | 1932–33 |

### باللغة العربية
1. ↑  "قصة دوري قديم توقف بسيطرة زملكاوية ثم عاد أهلاويًا (صور نادرة)". الرئيس نيوز. مؤرشف من الأصل في 2019-07-31. اطلع عليه بتاريخ 2021-04-01.
2. 1 2  "تاريخ المصريين مع كرة القدم (15) .. أول جريمة شغب بالدوري". يلاكورة.كوم. مؤرشف من الأصل في 2018-11-25. اطلع عليه بتاريخ 2021-04-01.
3. ↑  "زي النهارده.. الزمالك يهزم الأهلي 6 - 0 في دوري القاهرة". صدى البلد. 2 يناير 2021. مؤرشف من الأصل في 2021-01-30. اطلع عليه بتاريخ 2021-04-01.

### باللغة الإنجليزية
1. 1 2 3  "مصر - قائمة الأبطال". مؤسسة إحصاءات وثيقة لرياضة كرة القدم. مؤرشف من الأصل في 2020-10-14. اطلع عليه بتاريخ 2021-03-10.
2. 1 2 3 4 5  "دوري منطقة القاهرة". طارق السعيد. مؤرشف من الأصل في 2021-02-02. اطلع عليه بتاريخ 2021-03-10.
3. ↑  "دوري منطقة القاهرة 1928–29". طارق السعيد. مؤرشف من الأصل في 2021-02-06. اطلع عليه بتاريخ 2021-03-10.
4. ↑  "دوري منطقة القاهرة 1929–30". طارق السعيد. مؤرشف من الأصل في 2021-03-11. اطلع عليه بتاريخ 2021-03-11.
5. ↑  "دوري منطقة القاهرة 1930–31". طارق السعيد. مؤرشف من الأصل في 2021-04-01. اطلع عليه بتاريخ 2021-04-01.
6. ↑  "دوري منطقة القاهرة 1931–32". طارق السعيد. مؤرشف من الأصل في 2021-02-09. اطلع عليه بتاريخ 2021-03-11.
7. ↑  "دوري منطقة القاهرة 1932–33". طارق السعيد. مؤرشف من الأصل في 2021-02-08. اطلع عليه بتاريخ 2021-03-11.
8. ↑  "دوري منطقة القاهرة 1933–34". طارق السعيد. مؤرشف من الأصل في 2021-03-11. اطلع عليه بتاريخ 2021-03-11.
9. ↑  "دوري منطقة القاهرة 1934–35". طارق السعيد. مؤرشف من الأصل في 2021-02-03. اطلع عليه بتاريخ 2021-03-11.
10. ↑  "دوري منطقة القاهرة 1935–36". طارق السعيد. مؤرشف من الأصل في 2021-01-29. اطلع عليه بتاريخ 2021-03-11.
11. ↑  "مصر1935–36". مؤسسة إحصاءات وثيقة لرياضة كرة القدم. مؤرشف من الأصل في 2020-02-24. اطلع عليه بتاريخ 2021-03-11.
12. ↑  "دوري منطقة القاهرة 1936–37". طارق السعيد. مؤرشف من الأصل في 2021-02-06. اطلع عليه بتاريخ 2021-03-11.
13. ↑  "دوري منطقة القاهرة 1937–38". طارق السعيد. مؤرشف من الأصل في 2021-02-03. اطلع عليه بتاريخ 2021-03-11.
14. ↑  "دوري منطقة القاهرة 1938–39". طارق السعيد. مؤرشف من الأصل في 2021-02-05. اطلع عليه بتاريخ 2021-03-11.
15. ↑  "دوري منطقة القاهرة 1939–40". طارق السعيد. مؤرشف من الأصل في 2021-03-11. اطلع عليه بتاريخ 2021-03-11.
16. ↑  "دوري منطقة القاهرة 1940–41". طارق السعيد. مؤرشف من الأصل في 2021-03-11. اطلع عليه بتاريخ 2021-03-11.
17. ↑  "مبارة الأهلي والزمالك 1942". طارق السعيد. مؤرشف من الأصل في 2020-10-06. اطلع عليه بتاريخ 2021-04-01.
18. ↑  "دوري منطقة القاهرة 1941–42". طارق السعيد. مؤرشف من الأصل في 2021-02-06. اطلع عليه بتاريخ 2021-03-16.
19. ↑  "دوري منطقة القاهرة 1942–43". طارق السعيد. مؤرشف من الأصل في 2021-02-05. اطلع عليه بتاريخ 2021-03-16.
20. ↑  "دوري منطقة القاهرة 1943–44". طارق السعيد. مؤرشف من الأصل في 2021-02-06. اطلع عليه بتاريخ 2021-04-01.
21. ↑  "دوري منطقة القاهرة 1944–45". طارق السعيد. مؤرشف من الأصل في 2021-03-16. اطلع عليه بتاريخ 2021-03-16.
22. ↑  "دوري منطقة القاهرة 1945–46". طارق السعيد. مؤرشف من الأصل في 2021-03-16. اطلع عليه بتاريخ 2021-03-16.
23. ↑  "دوري منطقة القاهرة 1946–47". طارق السعيد. مؤرشف من الأصل في 2020-07-15. اطلع عليه بتاريخ 2021-04-01.
24. ↑  "دوري منطقة القاهرة 1947–48". طارق السعيد. مؤرشف من الأصل في 2020-07-10. اطلع عليه بتاريخ 2021-04-01.
25. ↑  "دوري منطقة القاهرة 1948–49". طارق السعيد. مؤرشف من الأصل في 2020-07-10. اطلع عليه بتاريخ 2021-04-01.
26. ↑  "مصر 1948–49". مؤسسة إحصاءات وثيقة لرياضة كرة القدم. مؤرشف من الأصل في 2020-02-21. اطلع عليه بتاريخ 2021-04-01.
27. ↑  "دوري منطقة القاهرة 1949–50". طارق السعيد. مؤرشف من الأصل في 2020-07-10. اطلع عليه بتاريخ 2021-04-01.
28. ↑  "دوري منطقة القاهرة 1950–51". طارق السعيد. مؤرشف من الأصل في 2020-07-10. اطلع عليه بتاريخ 2021-04-01.
29. ↑  "دوري منطقة القاهرة 1951–52". طارق السعيد. مؤرشف من الأصل في 2020-07-15. اطلع عليه بتاريخ 2021-04-01.
30. ↑  "دوري منطقة القاهرة 1952–53". طارق السعيد. مؤرشف من الأصل في 2020-07-15. اطلع عليه بتاريخ 2021-04-01.
31. ↑  "مسابقة منطقة القاهرة 1957–58". طارق السعيد. مؤرشف من الأصل في 2020-07-10. اطلع عليه بتاريخ 2021-04-01.